# Марк Стоквелл
Марк Стоквелл (англ. Mark Stockwell, 5 липня 1963) — австралійський плавець.
Призер Олімпійських Ігор 1984 року.
Призер Пантихоокеанського чемпіонату з плавання 1985 року.
Переможець Ігор Співдружності 1986 року.